# 大澤寺 (長浜市)
大澤寺（だいたくじ）は、滋賀県長浜市にある曹洞宗の寺院。山号は龍頭山。地名を付けて黒田大澤寺とも。

## 歴史
奈良時代、行基によって開基されたとするが詳細不明。現在は曹洞宗。

## 本尊
十一面千手観世音菩薩

## 札所
近江西国三十三観音霊場第10番札所。

## 所在地
滋賀県長浜市木之本町黒田1788